# Bifrost-Riverton
Pour les articles homonymes, voir Bifrost et Riverton.
Bifrost-Riverton est une municipalité rurale du Manitoba au Canada. La municipalité a été créée en 2015 à la suite de la fusion entre la municipalité rurale de Bifrost et le village de Riverton (en). Au recensement de 2011, on y a dénombré une population de 3 514 habitants.
Elle enclave la ville de Arborg.

## Histoire
En 1875, le gouvernement canadien a réservé une grande portion de terre sur la rive ouest du lac Winnipeg exclusivement pour les colons Islandais. Le premier groupe arriva cette même année et prit la terre près de Willow Point, près de ce qui est aujourd'hui la ville de Gimli. L'année suivante, 1200 nouveaux colons arrivèrent. À mesure que la population augmentait, se créait le besoin d'une forme de gouvernement local. La municipalité rurale de Gimli fut formée. Il devint bientôt évident, cependant, que les résidents de la partie nord de la municipalité étaient trop éloignés des bureaux du gouvernement étant donné l'état des routes de l'époque. On demanda à la province de faire quelque chose pour remédier à la situation. Alors, en 1907, elle divisa la municipalité rurale de Gimli en deux, la portion nord-ouest devint Bifrost.
Bifrost fut incorporée comme municipalité rurale le 1er décembre 1907.
Bifrost et le village de Riverton (en) ont été fusionnés le 1er janvier 2015 pour former la municipalité de Bifrost-Riverton.

## Démographie
| 2001  | 2006  | 2011  | 2016  |
| ----- | ----- | ----- | ----- |
| 2 967 | 2 972 | 3 514 | 3 378 |

## Toponyme
Son nom vient de la mythologie nordique. Bifröst est le nom du pont que les guerriers traversaient pour aller de cette vie à l'au-delà. Seuls ceux qui mouraient lors d'une bataille pouvaient emprunter le Bifröst pour se rendre à Ásgard, citadelle des dieux.